# Ugo di Carpegna

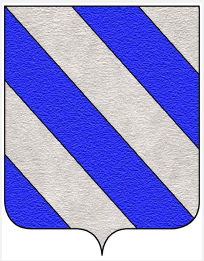
Stemma dei conti di Carpegna

Ugo di Carpegna (... – 1268) è stato un nobile italiano, primo conte di Carpegna.

## Biografia
Figlio di Guido di Carpegna, nel 1232 si trovò a Rimini per ratificare, assieme al fratello Ranieri e al nipote Guido, la sottomissione delle terre della famiglia Carpegna al comune. Chiesta la cittadinanza a Rimini, giurò fedeltà come vassallo imperiale di difendere detta città. Abbandonò il partito filoimperiale nel 1249, quando venne citato in una bolla pontificia di Innocenzo IV assieme a Taddeo da Montefeltro e fu nominato podestà di Rimini.

## Discendenza
Ugo sposò Guidolina di Guido di Bonconte ed ebbero sei figli:
- Rainerolo, religioso
- Uguccione
- Ramberto, secondo conte di Carpegna dal 1268
- Diamante
- Ugolino
- Bilia